# Willie (Els Simpson)
William MacMoran, Willy l'encarregat de manteniment o simplement Willy l'escocès és un personatge de ficció de la sèrie animada Els Simpson. La seva veu original li dona Dan Castellaneta. A Llatinoamèrica estava doblat fins a la quinzena temporada (inclosa) per Alejandro Villeli, actualment reemplaçat per Sebastián Llapur.

## Biografia
És escocès i és el jardiner encarregat de mantenir la netedat a l'escola primària de Springfield. És un home malcarat i brut, calb en la coroneta, amb una gran cella, barba i bigotis pèl-roigs. Prefereix lluitar contra un llop salvatge d'Alaska a asseure a prendre un te. Practica lluita i és per això que té un cos musculós, encara que no ho aparenta. Sol usar una camisa, però se'l va veure usant un vestit escocès en l'episodi del pou i vestit de la mateixa manera quan Bart li gasta una broma en l'episodi que era nuvi de la filla del reverend Lovejoy. Willy segueix una estricta dieta a base d'haggies i el promou de la següent manera: "Cor i pulmons tallats i bullits dins de l'estómac d'una petita ovella. Sap tan bé com sona. És bo per al que els afligeix! ". Willie en certa forma odia el director Skinner encara que davant d'ell es desfà en afalacs, també li agrada gravar a la gent mentre mantenen relacions.

## Aparicions especials
En un dels especials de Halloween apareix en tres de les tres històries i en totes elles mor atacat (la primera vegada per Homer, la segona per una Maggie d'un univers paral·lel i l'última vegada pel Director Seymour Skinner) i en clavar-se a la seva esquena una destral. El més curiós és que en totes les seves aparicions, l'havia de ser l'heroi. En un altre d'ells apareix parodiant Freddy Krueger.